# 張宸浩
張宸浩（1980年9月20日—），法學碩士，中華民國執業律師，中華人民共和國執業律師，中華民國仲裁協會仲裁人，曾任台北市選舉委員會委員，新黨黨員、曾任全國委員、全國黨代表。

## 生平
張宸浩2008年律師高考及格，曾因桃園公車老外辱罵司機事件因表示願協助而登上媒體。於2014年曾隨新黨代表團前往中國大陸厦门參加海峽論壇，並接受海峽導報专访。

2014年，獲新黨提名參加2014年新北市議員選舉，選區為艱困選區三重區、蘆洲區，但並未當選。

### 勇夫案辯護
2016年協助義務辯護有關何姓勇夫因保護懷孕妻，而過失殺死竊賊案件，因而登上媒體版面。

### 反年改
2017年，反蔡英文政府年改團體於立法院前抗議遭逮捕，響應郝龍斌前市長號召，擔任義務律師團之律師，協助反年改團體擔任被逮捕退伍軍人之辯護人。2017年獨立參選台北律師公會理事，獲得候補理事席次。並於同年開始擔任台北東創扶輪社創社副社長。

### 王炳忠遭搜索案
2017年底隨同新黨前往大陸進行創新之旅。返台後發生新黨青年軍王炳忠、林明正、侯漢廷等人遭調查局突襲搜索案，並當天以證人身分將其等帶至新店調查站，引發嘩然，張宸浩律師義務辯護第一時間以委任律師身分衝至調查站關切。2018年發生拔管案，擔任管中閔義務律師團成員。

### 台北市選舉委員會委員
2018年開始擔任台北市選舉委員會委員。
另外，張宸浩律師也關心時事議題，多次撰文針對時事發表意見。